# العلاقات السعودية الكوستاريكية
العلاقات السعودية الكوستاريكية هي العلاقات الثنائية التي تجمع بين السعودية وكوستاريكا.

## مقارنة بين البلدين
هذه مقارنة عامة ومرجعية للدولتين:
| وجه المقارنة                                              | السعودية        | كوستاريكا                                 |
| --------------------------------------------------------- | --------------- | ----------------------------------------- |
| المساحة (كم2)                                             | 2.25 مليون      | 51.10 ألف                                 |
| عدد السكان (نسمة)                                         | 33.00 مليون     | 4.91 مليون                                |
| الكثافة السكانية (ن./كم²)                                 | 14.67           | 96.09                                     |
| العاصمة                                                   | الرياض، الدرعية | سان خوسيه                                 |
| اللغة الرسمية                                             | اللغة العربية   | اللغة الإسبانية                           |
| العملة                                                    | ريال سعودي      | كولون كوستاريكي                           |
| الناتج المحلي الإجمالي (بليون دولار)                      | 683.83 مليار    | 57.06 مليار                               |
| الناتج المحلي الإجمالي (تعادل القوة الشرائية) بليون دولار | 1.69 تريليون    | 74.98 مليار                               |
| الناتج المحلي الإجمالي الاسمي للفرد دولار أمريكي          | 20.48 ألف       | 11.26 ألف                                 |
| الناتج المحلي الإجمالي للفرد دولار أمريكي                 | 52.01 ألف       | 14.92 ألف                                 |
| مؤشر التنمية البشرية                                      | 0.837           | 0.766                                     |
| رمز المكالمات الدولي                                      | +966            | +506                                      |
| رمز الإنترنت                                              | .sa             | .cr، قائمة نطاقات المستوى الأعلى للإنترنت |
| المنطقة الزمنية                                           | ت ع م+03:00     | 00                                        |

## منظمات دولية مشتركة
يشترك البلدان في عضوية مجموعة من المنظمات الدولية، منها:
| علم المنظمة | اسم المنظمة                               | تاريخ انضمام السعودية | تاريخ انضمام كوستاريكا |
| ----------- | ----------------------------------------- | --------------------- | ---------------------- |
|             | يونسكو                                    | 4 نوفمبر 1946         | 19 مايو 1950           |
|             | البنك الدولي للإنشاء والتعمير             | 26 أغسطس 1957         | 8 يناير 1946           |
|             | منظمة حظر الأسلحة الكيميائية              | ?                     | ?                      |
|             | الأمم المتحدة                             | 24 أكتوبر 1945        | 2 نوفمبر 1945          |
|             | مؤسسة التمويل الدولية                     | 18 سبتمبر 1962        | 20 يوليو 1956          |
|             | المركز الدولي لتسوية المنازعات الاستشارية | 7 يونيو 1980          | 27 مايو 1993           |
|             | وكالة ضمان الاستثمار متعدد الأطراف        | 12 أبريل 1988         | 8 فبراير 1994          |
|             | الاتحاد البريدي العالمي                   | ?                     | ?                      |
|             | مؤسسة التنمية الدولية                     | 30 ديسمبر 1960        | 30 يونيو 1961          |
|             | منظمة الشرطة الجنائية الدولية             | 13 يونيو 1956         | ?                      |
|             | منظمة التجارة العالمية                    | 11 نوفمبر 2005        | ?                      |
|             | الاتحاد الدولي للاتصالات                  | 7 فبراير 1949         | 13 سبتمبر 1932         |

## وصلات خارجية
- موقع وزارة الخارجية السعودية
- موقع وزارة الخارجية الكوستاريكية

## مقالات ذات صلة
- قائمة البعثات الدبلوماسية في كوستاريكا